# Maoryszanka uszata
Maoryszanka uszata, uchatka nowozelandzka (Phocarctos hookeri) – gatunek drapieżnego ssaka z rodziny uchatkowatych. Występuje silny dymorfizm płciowy z samcami znacznie większymi i cięższymi od samic. Cechuje się potężną głową i szyją, kończyny ma przekształcone w płetwy. Występuje w morzu na południe od Nowej Zelandii, rozmnaża się i wyleguje na lądzie. Praktykuje poligamię, samce wykazują terytorializm. Po rocznej ciąży z opóźnioną implantacją samica rodzi pojedyncze młode, które karmi tłustym mlekiem. Sama poluje w morzu. Liczebność obniża się, gatunkowi zagraża wyginięcie, wedle prognoz IUCN, w czasie następnych pięciu pokoleń.

## Budowa

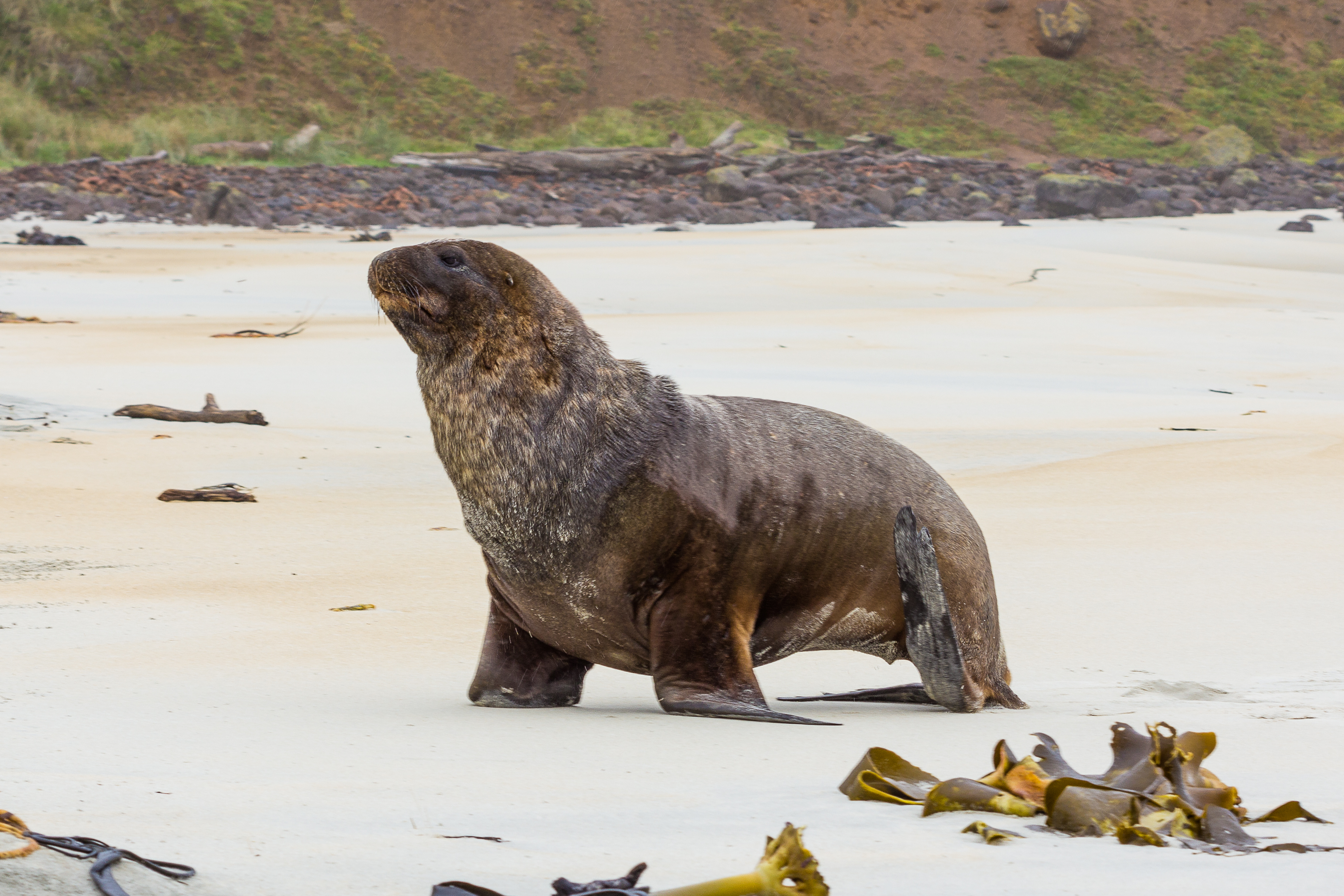
Jak inne uchatkowate, maoryszanki wykazują znaczny dymorfizm płciowy. Samiec, znacznie większy od samicy, cechuje się olbrzymią szyją porosłą grzywą jasnych włosów

Długość ciała samic wynosi 180–200 cm, samców 230–270 cm; masa ciała samic 90–165 kg, samców od 300–320 do 450 kg. Noworodki osiągają długość 70–100 cm i masę 8–10 kg. Występuje dymorfizm płciowy – dorosłe samce są 1,2–1,5 razy dłuższe i 3–4 razy cięższe od dorosłych samic. Są krępej budowy.
Samce są koloru czarnego bądź brązowego, ciemnieją dojrzewając. Wcześniej prezentują samicze barwy, niekiedy z odcieniem bladorudego. Wyglądając tak w wieku od jednego do trzech lat, w wieku czterech robią się ciemniejsze na grzbiecie, barwę bladą pozostawiając na piersi i brzuchu, rośnie im też szyja, a na szyi grzywa, u starszych osobników niekiedy jasna, srebrzysta. W wieku lat pięciu-sześciu są już zupełnie ciemne, czarnobrązowe. Samice są jasnobrązowe, kremowe bądź szare grzbietowo, z jaśniejszym kolorem w okolicach oczu, pyska i uszu, z ciemniejszym sklepieniem, często z jaśniejszym ubarwieniem klatki piersiowej i brzucha, aczkolwiek niekoniecznie. Osobniki młodociane przypominają samice. Noworodki przychodzą na świat czarne z jaśniejszym kolorem na głowie i szyi w formie jasnego pasa przebiegającego po grzbiecie pyska. Samce są ciemniejsze od samiczek. Obie ich płcie mają gęste futro. Linienie odbywa się co roku i trwa 2 miesiące, zwykle pomiędzy styczniem a czerwcem.
Duża głowa kończy się szerokim pyskiem, kwadratowym bądź zaostrzonym, na końcu którego widnieje czarny, mięsisty, nagi nos (rhinarium). Po bokach wyrastają wibryssy, niezbyt bądź umiarkowanie długie, niekiedy tylko sięgające uszu. Małżowina uszna jest obecna, co stanowi cechę odróżniającą uchatkowate od fokowatych, ale nie jest duża. Wzór zębowy: I {\displaystyle {\tfrac {3}{2}}} C {\displaystyle {\tfrac {1}{1}}} PM {\displaystyle {\tfrac {6}{5}}} = 36. Kształt sklepienia wyraża dymorfizm płciowy: samiec ma rozwinięty grzebień strzałkowy, będący miejscem przyczepu potężnych mięśni poruszających żuchwą, jednak nie ma bardzo wydatnego czoła. Samica cechuje się bardziej płaską głową, podobnie jak osobniki młodociane. Noworodki mają znacznie lżej zbudowany pysk.
Głowa osadzona jest na szyi, u uchatkowatych dłuższej niż u fokowatych, u samca bardzo szerokiej i potężnej, porosłej grzywą u starszych samców jasnych włosów. Samice nie mają ani tak potężnej szyi, ani grzywy (znowu dymorfizm płciowy).
Kończyny uchatkowatych przekształcone są w płetwy. Na grzbietowej powierzchni przednich płetw rośnie rzadki włos, podczas gdy większa ich część jest naga, pokryta ciemną, sprawiającą skórzaste wrażenie skórą. Kształt nadaje płetwie najdłuższy pierwszy palec, zakrzywiający się do tyłu. Tylne łapy również przekształciły się w płetwy, inaczej niż u lądowych krewnych maoryszanki. Grzbietową powierzchnię proksymalnie porasta rzadkie futro, dystalnie zaś są one nagie i skórzaste. W przedłużeniu paliczków leżą chrząstki wydłużające płetwę. Najdłuższy jest pierwszy i piąty palec.

## Systematyka
Gatunek po raz pierwszy zgodnie z zasadami nazewnictwa binominalnego opisał w 1844 roku angielski zoolog John Edward Gray, nadając mu nazwę Arctocephalus Hookeri. Miejsce typowe to Wyspy Auckland, w Nowej Zelandii, 800–900 mil (1287–1448 km) na południe od Tasmanii (50°48′S 166°42′E/-50,800000 166,700000). Gray podał błędnie „Falklandy i przylądek Horn”, co poprawił w 1873 roku Clark. Oryginalny materiał typowy składał się z dwóch wypchanych skór wraz ze szkieletami oraz uszkodzonych czaszek dwóch innych osobników, zebranych podczas wyprawy do Antarktyki okrętów HMS „Erebus” i „Terror” w latach 1839–1843 pod dowództwem Jamesa Clarka Rossa, i które po powrocie wyprawy zostały zdeponowane w Muzeum Historii Naturalnej w Londynie. Gray nie wyznaczył żadnego okazu typowego, chociaż w swojej późniejszej pracy z 1874 roku wskazał, który osobnik był podstawą jego ryciny (xiv) z oryginalnej publikacji. W 1958 roku Scheffer na okaz typowy wyznaczył skórę i szkielet dorosłej samicy o sygnaturze BMNH Mammals 1843.11.25.2.
Jedyny przedstawiciel rodzaju maoryszanka (Phocarctos), który nazwał w 1866 roku niemiecki zoolog Wilhelm Peters.
Autorzy Illustrated Checklist of the Mammals of the World uznają ten gatunek za monotypowy.

### Etymologia
- Phocarctos: gr. φωκη phōkē „foka”; αρκτος arktos „niedźwiedź”[16].
- hookeri: Sir Joseph Dalton Hooker (1817–1911), botanik, biogeograf, przyrodnik[17].

## Tryb życia i cykl życiowy

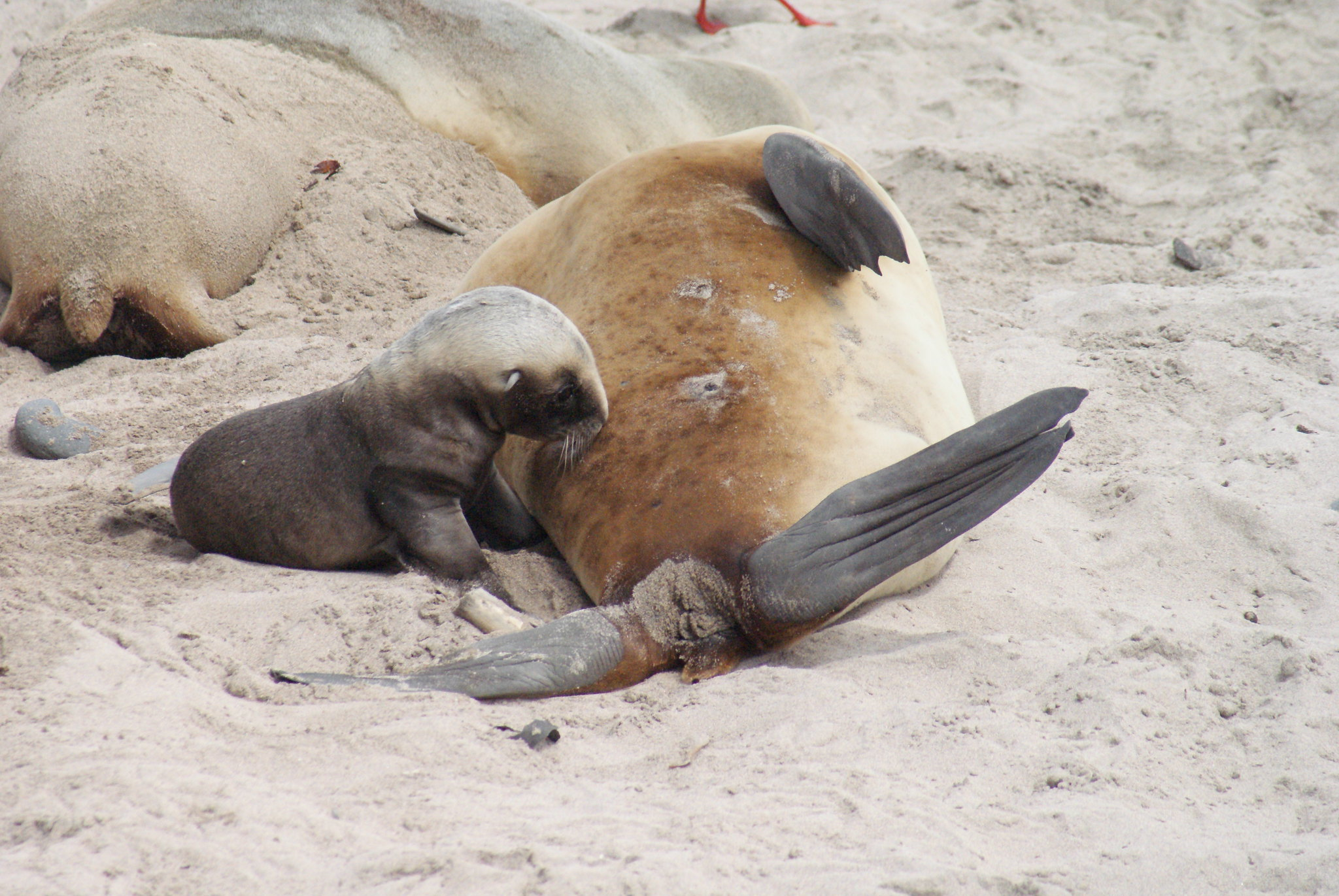
Samica maoryszanki karmi swe młode gęstym mlekiem wypływającym z dwóch par sutków

Zwierzę żyje w morzu, sprawnie nurkuje, polując na bentosową zdobycz. Odkryto dwa profile nurkowania: bentosowe i mezopelagiczne. Zanurkować potrafi nawet na ponad 600 m, choć średnia głębokość wynosi 129 m. Pod wodą wytrzymuje średnio 3,9 min, potrafi wytrzymać aż 14,5 min. Nie ma w zwyczaju migrować, aczkolwiek po okresie rozrodu większość zwierząt wraca do morza.
Maoryszanka uszata jest poligamiczna, jak inne uchatkowate. System rozrodu wykazuje podobny do większości swych krewnych z wyjątkiem otarki australijskiej.
Rozród przebiega na lądzie. Sezon rozrodczy trwa od listopada do stycznia. Pierwsze na miejsce rozrodu docierają samce, dużo większe od samic, które obierają sobie na brzegu terytoria. Odgłosami, grożącymi postawami i nawet walką bronią ich przed innymi samcami, które próbują przejąć ich terytoria i nierzadko im się to udaje. Nie dla wszystkich starcza miejsca, samce, które nie zdobyły własnej ziemi, tworzą wyczekujące samic grupy kawalerów. Samce są więc na miejscu już w listopadzie. Samice przybywają na miejsca rozrodu dopiero później, we wczesnym grudniu. Niedługo po przybyciu wydają na świat pojedynczego noworodka. Po kilku dniach opieki nad nim wracają do morza, uzupełnić zasoby pokarmowe. Młode zostają same bądź tworzą grupy z innymi szczeniętami, które także oczekują powrotu swych polujących w morzu matek. Pewne zagrożenie stwarzają dla nich samce, które mogą atakować bądź tratować młode. Rola samca w podtrzymaniu gatunku ogranicza się do kopulacji z samicą, a raczej z kilkoma samicami (liczba samic, z którymi kopuluje pojedynczy samic może dochodzić do 25), które rodziły na jego obszarze. Samce z grup kawalerów wyczekują na brzegu kolonii na okazję. Samiec nie traktuje samicy z delikatnością, mimo że może być od niej 4 razy cięższy. Wprost przeciwnie, samiec popycha samice, gryzie je, pociąga, a także przygniata swym ciężkim ciałem, zwłaszcza samice pragnące odejść z jego terytorium bądź w przypadku grup kawalerów samice przechodzące przez skraj obszaru rozrodu. W efekcie cztery samice na pięć noszą blizny po agresywnych zachowaniach samców, odnotowywano też pojedyncze przypadki zgonów samic, przygwożdżanych do podłoża i miażdżonych ciężarem samców. Nie poczuwa się on do żadnej odpowiedzialności w odchowaniu potomstwa. Samica musi na przemian polować (polowanie trwa średnio 2,7 dnia) i wracać do swego szczenięcia (zostaje z nim średnio 1,5 dnia), które karmi mlekiem bogatym w tłuszcze. W przeciwieństwie do innych płetwonogich samicy zdarza się karmić mlekiem obce dziecko. Z biegiem czasu jej morskie wycieczki stają się coraz dłuższe. Kiedy w styczniu terytorialne samce wracają do wody, ze strachu przez samcami z grupy kawalerów samica zabiera swe młode dalej na ląd, nawet do 1,5 km. Nieraz też, jeśli szczenię już nauczyło się pływać, zmieniają wyspę. Sprawuje ona opiekę nad dzieckiem przez 10 miesięcy do roku, a niekiedy i dłużej. Starsze młode potrafią udawać się wraz z matką na polowanie. Tymczasem w jej ciele zaczyna rozwijać się kolejne młode, jako że kopulacja zazwyczaj ma miejsce niedługo po porodzie (średnio 2,1 dnia wedle Webbera, IUCN podaje ruję 7–10 dni po porodzie). Jednakże rozwijająca się zygota hamuje na etapie blastocysty. Dopiero po kilku miesiącach wznawia rozwój, dochodzi do opóźnionej implantacji i zarodek rozwija się nadal. W efekcie dochodzi do synchronizacji rozwoju wewnątrzmacicznego, wymagającego tylko 8–9 miesięcy, z cyklem rocznym. Śmiertelność młodych jest wysoka, dochodzi do 35%, a na Wyspie Campbella dochodzi nawet do 55%. Odpowiadają zań dorosłe samce, poza agresywnym zachowaniem nie stroniące od kanibalizmu, głód, tęgoryjec, infekcje bakteryjne. W pierwszych dwóch miesiącach życia najwięcej szczeniąt ginie w wyniku urazu (35%), infekcji bakteryjnych (24%), tęgoryjca i głosu (po 13%), 4% młodych przychodzi na świat martwych. Dojrzałość płciową samica uzyskuje w wieku 3–4 lat, średnia wieku uczestniczącej w rozrodzie samicy wynosi 10,7 roku. Samiec dojrzewa w wieku 5 lat. Samica dożywa zazwyczaj 26 lat, zaś samiec 23. Pokolenie trwa 10,75 roku.

## Rozmieszczenie geograficzne
Maoryszanka uszata występuje w wodach subantarktycznych południowej części Oceanu Spokojnego, głównie na wyspach Auckland, Campbella i wyspie Stewart oraz na nowozelandzkiej Wyspie Południowej. Niekiedy odwiedzają wyspę Macquarie. Najważniejszym miejscem rozrodu jest Auckland, poza tym zwłaszcza Wyspa Campbella, w mniejszym stopniu wyspy u południowego brzegu Wyspy Południowej, na której to spotyka się natomiast głównie wylegujące się samce wiekiem od 2 do 11 lat. Na wyspie Stewart młode znaleziono w pojedynczym sezonie. Obecny zasięg zdaje się znacznie mniejszy od zajmowanego przez maoryszanki przed pojawieniem się na Nowej Zelandii człowieka rozumnego. Niegdyś maoryszanki sięgały Wyspy Północnej i zajmowały całe wybrzeża Wyspy Południowej.

## Ekologia
Maoryszanka uszata wiedzie częściowo wodny tryb życia w morzu na południe od Nowej Zelandii. Łatwo nurkuje, osiągając głębokość do 700 m.
Rozmnaża się jednak na lądzie, jako że żaden z uchatkowatych nie potrafi rozmnażać się na morzu. Wybiera piaszczyste bądź kamieniste plaże. Jednak w przeciwieństwie do swych krewnych zapuszcza się dalej w ląd. Samce nie idą dalej niż 0,5 km, ale samice, chcąc uniknąć właśnie obecności zagrażających ich potomstwu samców, wchodzą w ląd na 1,5 km, często wykorzystując okolice porosłe krzewami czy nawet lasem. Sięga wysokości 500 m nad poziomem morza.
Maoryszanka uszata poluje na zwierzęta wodne zamieszkujące pelagial i przydenne. Webber wymienia wśród jej zdobyczy Hemerocoetes monopterygius, Macruronus novaezelandiae, Munida gregaria, Macrourinae, Salpidae, kalmary, ośmiornice, skorupiaki, pingwiny. Zauważa również, że maoryszanka nie stroni od konsumpcji innych przedstawicieli swej rodziny, jak kotik nowozelandzki, ale też kotik antarktyczny i kotik subantarktyczny, a nawet młodych swego gatunku.
O ile wedle IUCN jedynym drapieżnikiem polującym na maoryszankę jest żarłacz biały, wedle Webbera drapieżnikami polującymi na maoryszanki są orka oceaniczna, rekiny i amfitryta lamparcia.

## Zagrożenia i ochrona

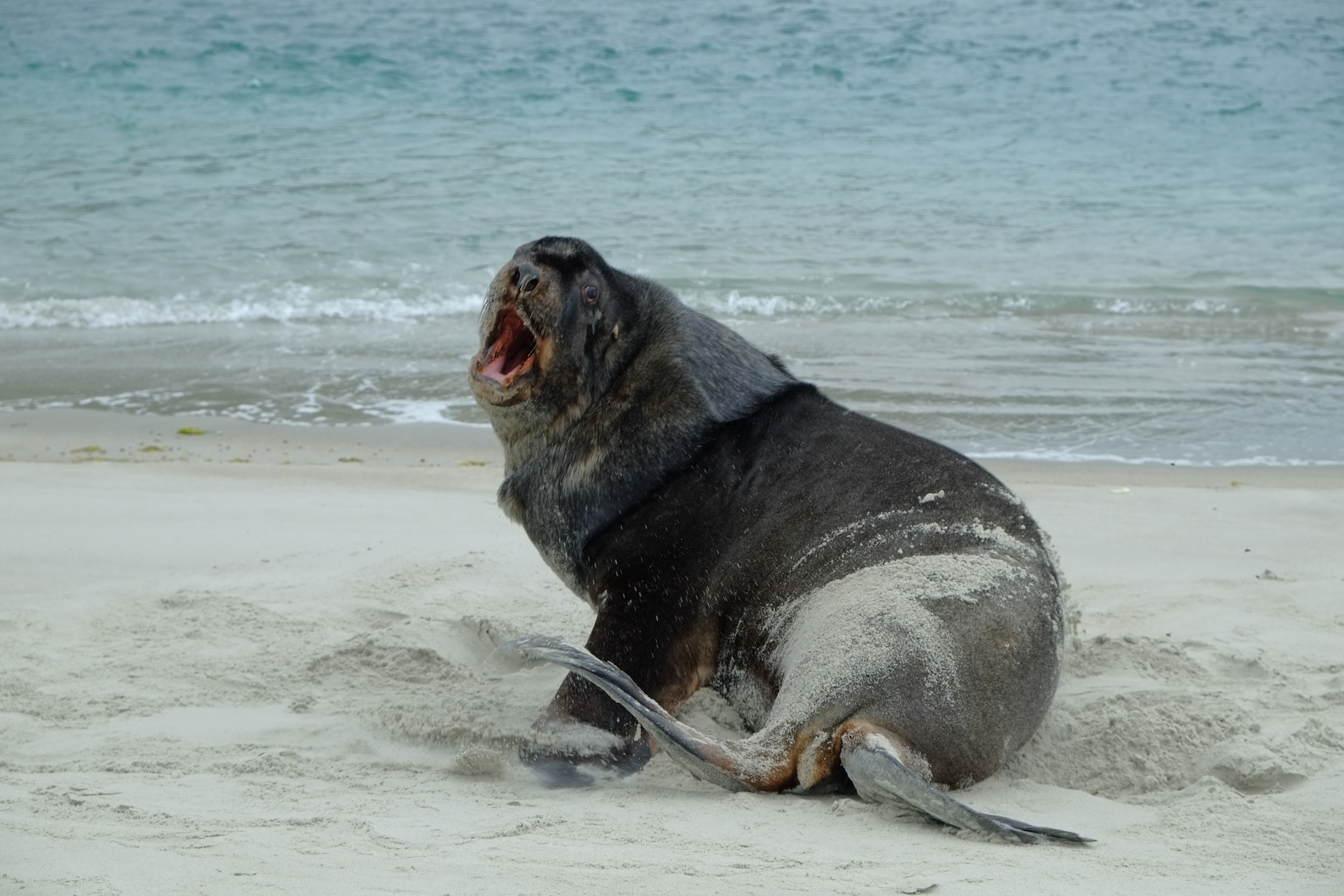
Ryczący samiec

W Czerwonej księdze gatunków zagrożonych Międzynarodowej Unii Ochrony Przyrody (IUCN) gatunek został zaliczony do kategorii EN (ang. endangered „zagrożony”). Wcześniej, w 1994, 1996 i 2008 roku maoryszanka uszata figurowała jako narażona na wyginięcie. Klasyfikację zmieniono w 2015 roku.
Całkowita liczebność maoryszanki uszatej spada. IUCN szacuje liczbę dorosłych osobników na 3031 zwierząt. Jednakże całkowitą liczebność ocenia się zazwyczaj na podstawie szacunków liczby szczeniąt. Tak więc przyjmuje się, że na dorosłą samicę przypada 0,65 szczenięcia, a jedna na pięć samic potomstwa się nie dochowuje. Licząc w ten sposób, liczebność w latach 2008–2009 oszacowano na 9880 maoryszanek, podczas gdy w 2013–2014 na 3031. Przeżywalność młodych jest niska, umieralność dorosłych zaś wysoka. Odnotowano zmiany w masie szczeniąt, składzie mleka.
W przeszłości pogłowie maoryszanek zdziesiątkowały komercyjne polowania na początku XIX wieku, kontynuowane w mniejszym stopniu do połowy XX wieku. Wśród zagrożeń wymienić można zmianę klimatu wywołaną przez człowieka, rybołówstwo, choroby, zgony na drogach i zmiany wywołane w środowisku przez człowieka, budującego blisko brzegu budynki, zakładającego ogrody itd. Maoryszanki notowano w przyłowiu choćby kalmarów. Epizoocje w latach 1998, 2002 i 2003 (dwie ostatnie wywołane przez Klebsiella pneumoniae) wiązały się z wczesnymi zgonami odpowiednio 50%, 33% i 21% młodych. Szacunki wskazują na spadek liczebności szczeniąt o 4% rocznie od 1997/1998, co wskazuje na prawdopodobieństwo zaledwie 2%, że gatunek przetrwa następnych 5 pokoleń. Wprowadzono co prawda ograniczenia rybołówstwa, ale nie zahamowały one spadku pogłowia maoryszanek uszatych.